# Inquérito britânico sobre o naufrágio do RMS Titanic

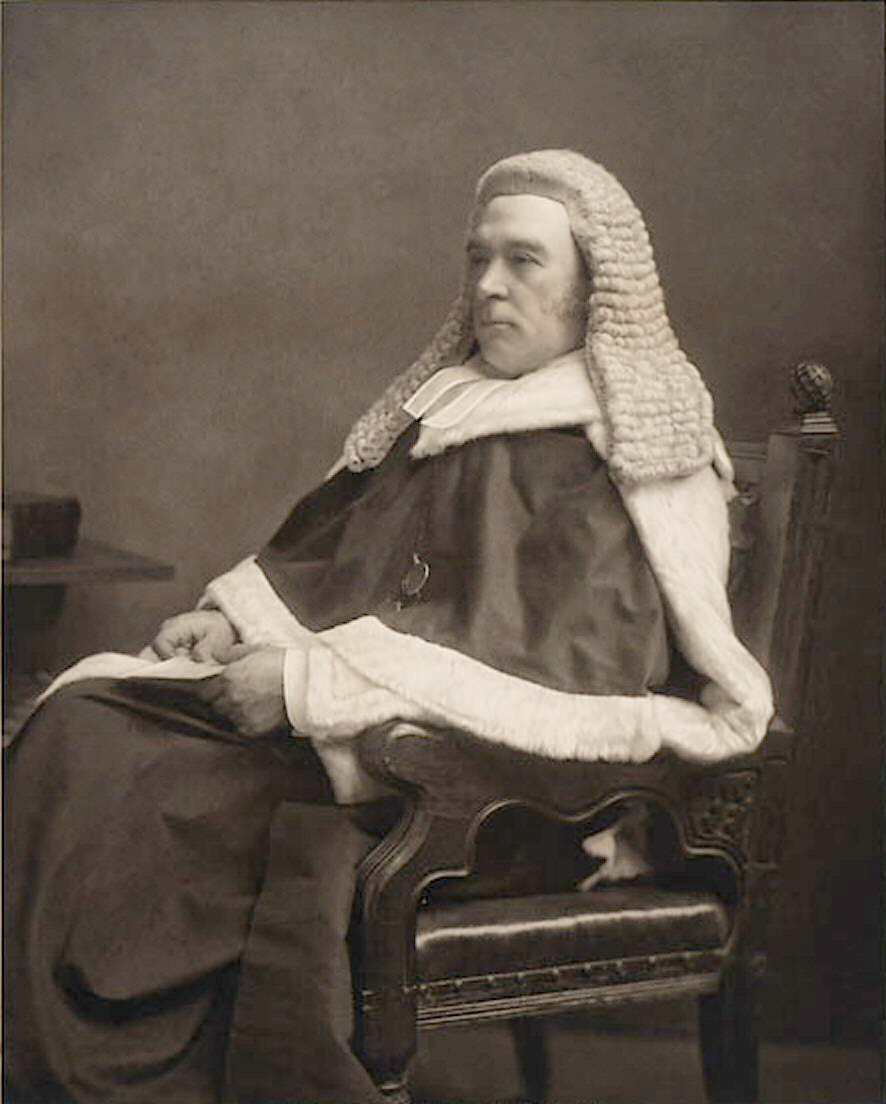
Lord Mersey presidiu a comissão de inquérito.

O naufrágio do RMS Titanic em 15 de abril de 1912 resultou em um inquérito pelo comissário britânico de naufrágios  em nome da Junta Comercial britânica. O inquérito foi supervisionado pelo juiz do Tribunal Superior Lord Mersey,
e foi realizada em Londres de 2 de maio a 3 de julho de 1912. as audiências aconteceram principalmente nas instalações militares da London Scottish Drill Hall, no número 59 da Buckingham Gate.
Houve um total de 42 dias de investigação oficial. Lord Mersey e os vários conselheiros, assessores e especialistas em direito marítimo e arquitetura naval, questionaram os oficiais da White Star Line, funcionários do governo, passageiros e tripulantes sobreviventes e aqueles que haviam ajudado nos esforços de resgate. Organizações representadas por assessores jurídicos incluíam sindicatos de transporte e organizações governamentais. Quase 100 pessoas testemunharam, respondendo a mais de 25.000 perguntas. Os questionamentos resultaram em um relatório que continha uma descrição detalhada do navio, um relato da jornada do navio, uma descrição dos danos causados pelo iceberg, e um relato da evacuação e resgate.
O relatório final foi publicado em 30 de julho de 1912. Suas recomendações, juntamente com as do inquérito do Senado americano que aconteceu logo após o naufrágio, resultaram nas mudanças nas práticas de segurança que se seguiram ao desastre.

## História
O naufrágio do RMS Titanic, um transatlântico de passageiro de propriedade e operado pela White Star Line, ocorreu nas primeiras horas de 15 de abril de 1912 quando o navio estava em sua viagem inaugural de Southampton, Reino Unido, para a cidade de Nova Iorque, Estados Unidos. O naufrágio foi causado por uma colisão com um iceberg no Atlântico Norte, por volta de 700 milhas náuticas à oeste de Halifax, Nova Escócia. Mais de 1500 passageiros e tripulação morreram e em torno de 710 sobreviventes foram resgatados dos  botes salva-vidas pelo RMS Carpathia poucas horas depois. Havia confusão tanto nos Estados Unidos quanto no Reino Unido sobre a extensão do desastre, com alguns jornais a princípio noticiando que o navio e os passageiros e tripulação estavam salvos. Quando o Carpathia chegou em Nova Iorque, ficou claro que o Titanic, com fama de ser inafundável, afundou e muitos morreram. Inquéritos oficiais foram criados em ambos os países para investigar as circunstâncias do desastre.

## Formação

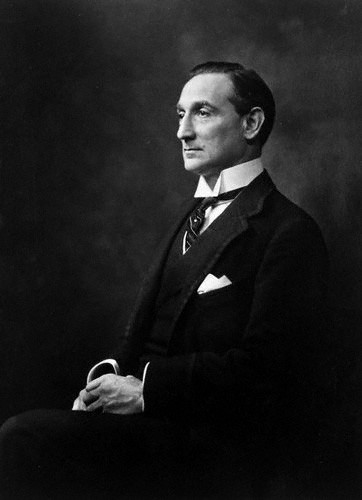
O Procurador Geral, Sir Rufus Isaacs, apresentou o inquérito com uma lista de 26 questões-chave a serem respondidas.

Quando a notícia do desastre chegou ao governo do Reino Unido, a responsabilidade de iniciar uma investigação estava com a Junta Comercial, a organização responsável pelos regulamentos marítimos britânicos e cujos inspetores haviam certificado o Titanic como tendo condições de navegar antes de sua viagem inaugural. Em 22 de abril de 1912, Sydney Buxton, Presidente da Junta Comercial, pediu a Lord Loreburn, o chanceler, que estabelecesse uma comissão de inquérito. O chanceler apontou Lord Mersey como Presidente do inquérito.
As audiências resultantes acontecerem de 2 de maio até 3 de julho de 1912, principalmente nas instalações militares da London Scottish Drill Hall, no número 59 da Buckingham Gate. O local foi escolhido por ser amplo, e grandes plateias eram esperadas, mas acabou por ter uma acústica terrível que tornava difícil ouvir o que estava acontecendo. Os dois últimos dias foram realizados no Caxton Hall, Westminster devido ao Scottish Drill Hall estar reservado para um exame. Para ajudar no inquérito, os construtores do Titanic, a Harland and Wolff forneceu um modelo de 6,10 metros do navio mostrando seu lado de estibordo, próximo de onde foi montado um grande mapa mostrando as rotas marítimas do Atlântico Norte e locais com gelo marinho.
O Procurador Geral, Sir Rufus Isaacs, deu à comissão uma lista de 26 perguntas sobre questões sobre a construção Titanic, como ele havia sido navegado e os avisos de gelo recebidos antes da colisão com o iceberg. Uma outra questão foi acrescentada após o início do inquérito sobre o papel desempenhado pelo SS Californian, que tinha estado na vizinhança do Titanic mas não prestou assistência ao navio que afundava.

## Pessoal Jurídico
s responsáveis pelo interrogatório e pela representação incluíam assessores jurídicos, assessores e especialistas em direito marítimo e arquitetura naval. Os cinco assessores consistiam no contra-almirante, honorável Somerset Gough-Calthorpe; Capitão A. W. Clarke da Trinity House; Comandante  Fitzroy Lyon da Royal Naval Reserve; Professor John Harvard Biles, especialista em arquitetura naval da Universidade de Glasgow; e Edward Chaston, assessor de engenharia sênior do Almirantado Britânico.
Também estiveram envolvidos o Procurador Geral, Sir Rufus Isaacs (representando a Junta Comercial), Robert Finlay (representando a White Star Line), Thomas Scanlan e Clement Edwards. Organizações representadas incluíam sindicatos de transporte e organizações governamentais. O escritório de advocacia marítimo Hill Dickinson representava a White Star Line. Outros advogados (vários dos quais também eram membros do Parlamento) Hamar Greenwood e Henry Duke, o advogado-geral John Simon (representando também a Junta Comercial), o filho do primeiro ministro Raymond Asquith, Sidney Rowlatt e Edward Maurice Hill.
Organizações com advogados representando ou assistindo em seu nome incluíam a Junta Comercial, a White Star Line, O sindicato nacional dos marinheiros e dos foguistas da Grã-Bretanha e Irlanda (veja National Union of Seamen), a Câmara de Navegação do Reino Unido, a British Seafarers' Union, a Associação de Serviço Mercantil Imperial, a Associação dos Engenheiros Marítimos, o Sindicato Nacional dos Tripulantes (veja  National Union of Ship's Stewards), e os construtores do navio, a Harland and Wolff. Organizações com representantes assistindo aos procedimentos eram a Allan Line Royal Mail Steamers, Canadian Pacific Railway e Leyland Line.

## Depoimentos

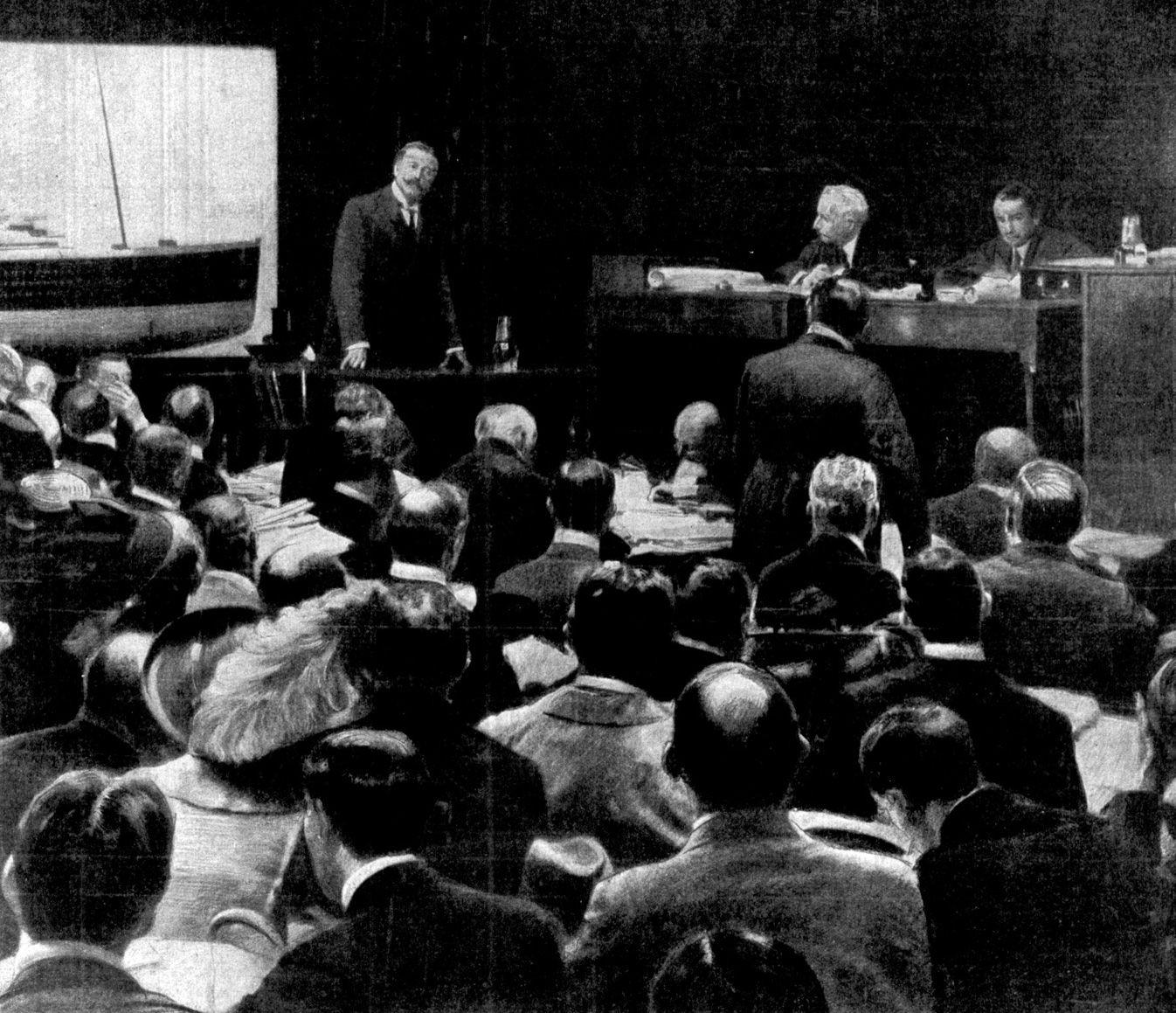
O depoimento de Sir Cosmo Duff Gordon foi um dos destaques do inquérito, atraindo muitas figuras da sociedade.

Durante 36 dias de investigações oficiais (distribuídas ao longo de dois meses), depoimentos foram tomados de quase 100 testemunhas na forma de respostas para definir perguntas que o processo foi projetado para responder. Essas perguntas, combinadas com um interrogatório às vezes extensivo, resultaram em mais de 25.000 perguntas registradas nos relatórios oficiais do tribunal. Com um custo aproximado de £20.000 (£1.676.602 em preços atuais), foi a mais longa e mais detalhada corte de inquérito da história britânica até aquela época. Os que testemunharam incluíram passageiros e tripulantes sobreviventes, bem como capitães e tripulantes de outros navios nas proximidades, peritos, funcionários do governo, funcionários da White Star Line e projetistas de navios.
Membros da tripulação que sobreviveram incluíam os oficiais de mais alta patente Charles Lightoller (Segundo Oficial do Titanic), o vigia que soou o alarme Frederick Fleet, o operador de rádio Harold Bride, e o padeiro do navio Charles Joughin. Aqueles de outros navios que contribuíram com evidências nas audiências incluíram Harold Cottam (operador de rádio sem fio do Carpathia), Stanley Lord (Capitão do Californian), Arthur Rostron (Capitão do Carpathia), e J. B. Ranson (Capitão do RMS Baltic). Testemunhos de especialistas incluíram Guglielmo Marconi (Presidente da Companhia Marconi), e o explorador Sir Ernest Shackleton. Outros chamados para dar seus depoimentos foram Harold Arthur Sanderson, Vice Presidente britânico da International Mercantile Marine Co., o consórcio naval liderado por J. P. Morgan que controlava a White Star Line. funcionários da White Star Line ouvidos incluíram  J. Bruce Ismay (Presidente e Diretor Administrativo), Charles Alfred Bartlett (Superintendente Marítimo). Da Harland and Wolff, evidências foram dadas por  Alexander Carlisle (Arquiteto Naval). Carlisle era cunhado do presidente do estaleiro Lord Pirrie, e juntamente com Pirrie foi inicialmente responsável pelo projeto dos transatlânticos da classe Olympic (incluindo o Titanic). Carlisle se aposentou em 1910, e como Pirrie não fez parte da viagem inaugural do Titanic. O desenhista chefe a bordo tinha sido Thomas Andrews, sobrinho de Pirrie, que pereceu no desastre. Os únicos passageiros a testemunhar, além de Ismay, foram Sir Cosmo Duff-Gordon e sua esposa Lucy Duff-Gordon.

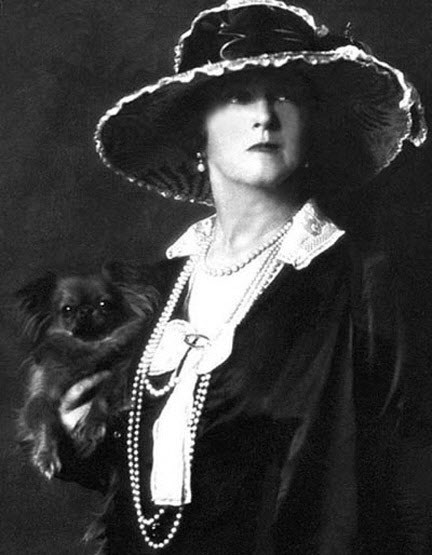
Lady Duff Gordon testemunhou perante a comissão britânica.

Os questionamentos feitos para a tripulação do Californian e dos Duff Gordons foram vistos como destaques do inquérito. A falha do Californian em socorrer o Titanic, que havia sido revelado pelo inquérito americano, já era controverso e tornou-se ainda mais com o testemunho do capitão Lord e seus oficiais. As alegações e explicações de Lord foram contraditas por seus oficiais e ele foi retratado por eles como uma figura intimidante e um pouco tirânica. Embora Lord tenha comparecido apenas como testemunha e não fosse acusado de delito, como um historiador do desastre do Titanic colocou, "a imagem criada na mente do público desde então tem sido dos oficiais do Californian parados na ponte, tão completamente intimidados por seu capitão que preferem assistir a outro navio afundar do que correr o risco de enfrentar sua ira." O testemunho dos Duff Gordons, que haviam sido acusados de má conduta por suas ações ao deixar o Titanic a bordo do bote salva-vidas número 1 com 40 assentos mas apenas 12 passageiros, atraiu as maiores multidões do inquérito. Muitas figuras notáveis da sociedade participaram, incluindo Margot Asquith, a esposa do Primeiro Ministro Herbert Henry Asquith; o embaixador russo em Londres, Conde Aleksandr Beckendorf; diversos Membros do Parlamento e vários aristocratas.
Depoimentos foram dados em relação ao incêndio que tinha começado nas reservas de carvão do Titanic aproximadamente 10 dias antes da partida do navio, e continuou a queimar por vários dias em sua viagem inaugural que partiu de Southampton. Pouca coisa foi tirada do tema. Tem sido teorizado pelos historiadores modernos (2016) que o fogo danificou a integridade estrutural de duas anteparas e do casco; isto combinado com a velocidade do navio foram dadas como razões contribuintes para o desastre.

## Relatório e conclusões
O relatório final foi publicado em 30 de julho de 1912. As linhas de interrogatório no inquérito resultaram em uma descrição detalhada do navio, um relato da jornada do navio, uma descrição dos danos causados pelo iceberg, um relato da evacuação e do resgate. Havia também uma seção especial dedicada às circunstâncias do Californian.
O relatório descobriu que o naufrágio do Titanic foi apenas o resultado da colisão com o iceberg, não devido a falhas inerentes ao navio, e que a colisão foi provocada por uma velocidade perigosamente rápida em águas com gelo:
"O Tribunal, tendo cuidadosamente investigado as circunstâncias do referido acidente marítimo, considera, pelos motivos que figuram no anexo, que a perda do referido navio se deveu a colisão com um iceberg, provocada pela excessiva velocidade com que o navio estava sendo navegado."
Também se constatou que a vigia que estava sendo mantida era inadequada, considerando os perigos de navegação que o Titanic enfrentava, e que os oficiais do navio tinham sido complacentes. Havia muito poucos botes salva-vidas disponíveis e eles não tinham sido devidamente carregados ou tripulados com marinheiros treinados, embora tivessem sido baixados corretamente. O inquérito concluiu que o Californian "poderia ter avançado pelo até águas abertas sem qualquer risco sério e vir ao auxílio do Titanic. Se tivesse feito isso, poderia ter salvado muitas, se não todas as vidas que foram perdidas." O representante da Junta Comercial sugeriu a Lord Mersey que uma investigação formal deveria ser realizada sobre a "competência do capitão Lord para continuar como mestre de um navio britânico", mas nenhuma ação foi tomada contra ele devido a tecnicismos legais. A Junta Comercial foi criticada por suas regulamentações inadequadas, notadamente a incapacidade de assegurar que botes salva-vidas suficientes fossem fornecidos e que as equipes recebessem treinamento adequado em seu uso. Os Duff Gordons foram inocentados de qualquer delito, mas ficou claro que eles deveriam ter agido com mais tato.
Em contraste com a investigação americana, o relatório Mersey não condenou as falhas da Junta Comercial, da White Star Line ou do capitão do  Titanic, Edward Smith. O relatório constatou que, embora Smith fosse culpado por não mudar de rumo ou desacelerar, ele não havia sido negligente por ter seguido práticas de longa data que anteriormente não haviam se mostrado inseguras. (o inquérito observou que só os navios britânicos transportaram 3,5 milhões de passageiros na década anterior, com a perda de apenas 10 vidas.). Concluiu que Smith tinha simplesmente feito "apenas aquilo que outros homens habilidosos teriam feito na mesma posição". No entanto, a prática em si era falha e "é de se esperar que tenha sido a última desta prática. O que foi um erro no caso do Titanic seria sem dúvida negligência em qualquer caso similar no futuro."

## Reações
O relatório foi bem recebido pela imprensa britânica. O The Daily Telegraph comentou que apesar de "tecnicamente falando, o relatório não é a última palavra, mas na prática seria provavelmente tratado como se fosse." O Daily Mail opinou que era "difícil supor que qualquer tribunal que tivesse de investigar a responsabilidade dos donos do navio desconsiderasse a expressão de opinião de Lord Mersey e dos que estavam com ele. ... O relatório, na verdade, absolveu-os de toda a culpa, e não é provável que qualquer tentativa será feita daqui em diante para estabelecer o contrário."
Outros eram mais críticos. Em suas memórias, Charles Lightoller apontou o conflito de interesse do inquérito: "Uma lavagem de roupa suja não ajudaria ninguém. A Junta Comercial havia passado esse navio em todos os aspectos como sendo adequados para o mar ... Agora a Junta Comercial estava lhe dando com  um inquérito sobre a perda desse navio - daí a pá de cal." O historiador do Titanic Donald Lynch nota as consequências:  "
Além de se proteger, a [Junta Comercial] não tinha interesse em ver a White Star Line como negligente. Qualquer dano à reputação ou balanço patrimonial da White Star seria ruim para a navegação britânica – e havia um potencial considerável para ambos. A negligência por parte da empresa de transporte marítimo poderia pavimentar o caminho para milhões de dólares em reclamações de danos e ações judiciais que ficariam nos tribunais durante anos, possivelmente quebraria a White Star Line e resultaria na perda de grande parte do lucrativo tráfego marítimo da Grã-Bretanha com os alemães e os franceses."
Stephanie Barczewski nota o contraste entre as abordagens tomadas pelos inquéritos americano e britânico. O inquérito britânico era muito mais técnico, "o mais erudito e versado dos dois", enquanto o relatório do inquérito americano era um reflexo de uma investigação comparativamente mal gerida que frequentemente se permitia desviar. No entanto, o relatório americano tomou uma posição muito mais robusta sobre as falhas que levaram ao desastre. Como  Barczewski coloca, "se irrita com as críticas das tradições marítimas estabelecidas e da conduta dos construtores do Titanic, proprietários, oficiais e tripulação", e transmite "justa indignação" e uma "paixão para corrigir os erros" cometidos às vítimas do desastre e para evitar qualquer recorrência.
Os autores dos dois relatórios tomaram interpretações marcadamente diferentes de como o desastre havia ocorrido. O relatório americano castigava a arrogância e a complacência que levaram ao desastre, e culpava o Capitão Smith, a indústria naval e a Junta Comercial por suas falhas. O relatório britânico enfatizava que "a importância deste Inquérito tem a ver com o futuro. Nenhum inquérito pode reparar o passado."